# ケチャップ河合
ケチャップ河合（けちゃっぷかわい、1975年4月24日 - ）は、日本のお笑いタレント、司会者、漫才師である。本名、河合 基宏（かわい もとひろ）。京都府京都市出身。顔、頭の大きさを売りとし、口癖は『晴のち俺』『俺時々雨』である

## 略歴
1995年大阪芸術大学在学中にお笑いグループ爆烈Qのメンバーとして田辺エージェンシーよりデビュー。
1998年に爆烈Qを脱退後数回のコンビ結成・解散を経て2001年に漫才コンビ「巷」を結成。
2005年よりケーエープロダクションに所属、2009年スパンキープロダクション設立に伴い事務所を移籍、現在に至る。
2010年より俳優としても活動を開始、ドラマや映画等にも出演する。

## 出演

### ドラマ
- ヨメ代行はじめました。 第2話（2013年）

### 映画
- やまない雨はない パティシエ役（2017年）

| スタブアイコン | サブスタブ | この項目は、まだ閲覧者の調べものの参照としては役立たない、お笑いタレント・コメディアンに関連した書きかけの項目です。この項目を加筆・訂正などしてくださる協力者を求めています（P:お笑い/PJ:お笑い）。 |